# Knud Kristiansen (politiker, født 1971)
Knud Kristiansen (født 2. februar 1971 i Upernavik) er en grønlandsk politiker. Han var medlem af Grønlands parlament, Inatsisartut, for Atassut fra 2009 til 2013 samt fra 2014 til 2018, og har været suppleant i parlamentet ved flere lejligheder fra 2004 og frem. Han var minister for boliger, byggeri og infrastruktur fra 2014 til 2016. Desuden har han kommunalbestyrelsesmedlem fra 2001 til 2014. Kristiansen var formand for Atassat fra 2014 til han i 2017 meldte sig ud af partiet. Kort tid senere tilsluttede han sig Siumut.
Knud Kristiansen er søn af kateketen og landsrådsmedlemmet Knud Kristiansen (1918-1989) og hans kone Louise Geisler. Han har tre børn med sin kone Justine Svendsen Kristiansen. Knud Kristiansen arbejdede som politibetjent fra 1997 til 2008. Derefter etablerede han sin egen virksomhed.
Knud Kristiansens politiske aktiviteter begyndte i 2001, da han blev valgt ind i kommunalbestyrelsen i Upernavik Kommune for Atassut. Han stillede også op til landstingsvalget i 2002 og blev stedfortræder nummer to for Atassut. Derfra kunne han blive suppleant i Landstinget for første gang i oktober 2004. Han blev genvalgt til kommunalbestyrelsen ved kommunalvalget i 2005. Fra 2005 til 2007 var han anden næstformand i KANUKOKA (De Grønlandske Kommuners Landsforening). Ved landstingsvalget i 2005 blev han 4. stedfortræder for Atassut og var kortvarigt suppleant i Landstinget flere gange mellem 2007 og 2008. Ved kommunalreformen i 2009 blev Upernavik kommune indlemmet i den nye Qaasuitsup Kommune. Knud Kristiansen blev valgt ind i kommunens overgangsudvalg ved kommunalvalget i 2008 og sad efterfølgende i kommunalbestyrelsen. Efter landstingsvalget i 2009 fik han for første gang en fast plads i Grønlands parlament. Han deltog i folketingsvalget i 2011, men var med 253 stemmer langt fra at få et af de to grønlandske mandater. Ved parlamentsvalget i 2013 blev han 2. stedfortræder for Atassut. Han blev genvalgt til kommunalbestyrelsen i Qaasuitsup Kommune ved kommunalvalget i 2013.
Den 27. september 2014 blev han valgt som formand for Atassut. Ved parlamentsvalget i 2014 blev Knud Kristiansen genvalgt direkte til Grønlands parlament med 311 stemmer, som var flest for Atassuts kandidater. Efterfølgende blev han udnævnt til medlem af Regeringen Kielsen II, hvor han blev minister for boliger, byggeri og infrastruktur. I den forbindelse tog han orlov fra kommunalbestyrelsen i Qaasuitsup Kommune og overlod sin virksomhed til sin kone. Da regeringen blev opløst i oktober 2016, indtog han sin plads i Grønlands parlament. I januar 2017 trak han sig som partileder for Atassut og meldte sig ud partiet.
Måneden efter blev han medlem af Siumut. Han stillede ikke op til kommunalvalget i 2017. Ved parlamentsvalget i 2018 fik han kun 34 stemmer for Siumut og gik dermed glip af et parlamentsplads med en stor margin. Ved valget i 2021 fik han også kun 52 stemmer.